# Blestia sarcocuon
Blestia
Genre
Espèce
Synonymes
- Oedothorax sarcocuon Crosby & Bishop, 1927

Blestia sarcocuon, unique représentant du genre Blestia, est une espèce d'araignées aranéomorphes de la famille des Linyphiidae.

## Distribution
Cette espèce est endémique des États-Unis. Elle se rencontre en Pennsylvanie et en Virginie.

## Publications originales
- Crosby & Bishop, 1927 : New species of Erigoneae and Theridiidae. Journal of the New York Entomological Society, vol. 35, no 2, p. 147-154.
- Millidge, 1993 : Blestia, a new genus of erigonine spider with clypeal sulci (Araneae: Linyphiidae). Bulletin of the British Arachnological Society, vol. 9, no 4, p. 126-128.